# Groß Nordende
Groß Nordende település Németországban, Schleswig-Holstein tartományban. Lakosainak száma 825 fő (2023. december 31.).

## Népesség
A település népességének változása:
| Lakosok száma | 405  | 699  | 815  | 798  | 799  | 817  | 825  |
|               | 1975 | 2010 | 2017 | 2019 | 2021 | 2022 | 2023 |